# Helixanthera crassipetala
Helixanthera crassipetala là một loài thực vật có hoa trong họ Loranthaceae. Loài này được (King) Danser mô tả khoa học đầu tiên năm 1931.